# غاري أندرو بول
غاري أندرو بول (بالإنجليزية: Gary Andrew Poole)‏ هو كاتب أمريكي، ولد في 1966.